# Узунджовски панаир
Узунджовският панаир е най-големият и най-прочутият панаир в българските земи до Освобождението (1878). 
Провежда се в село Узунджово (сега – в Хасковска област), първоначално известно като Узунджа ова.

## Време на провеждане
Традиционно панаирът се провежда ежегодно през септември, но датите му на откриване и закриване, както и общата продължителност, се променят. В някои периоди се провежда от 15 септември до 15 октомври. В началото на XIX век става 15-дневен и се разкрива преди гроздобер. Според данни от 1857 година продължителността му е 8 дни, започвайки от 8 септември. Датата 8 септември се посочва и в източници от 1874 г.

## Стопанско значение
Смята се, че панаирът възниква като пазарище около християнски храм. Според австрийския историк Йозеф фон Хамер – посланик в Османската империя в началото на 19. век – панаирът е основан през 1593 година, при управлението на султан Мурад III, от неговия велик везир Синан паша. От XVI век е традиционен и субсидиран от властта и осигурява контакт на местното население с европейски търговци. Панаирът е център за търговия на едро с някои земеделски произведения като розово масло, с кожи и местни занаятчийски стоки – кожарски от Пловдив, Пещера, Охрид, килими от Сливен и Пирот, метални произведения от Габрово и Самоков, гайтани и конци от Карлово, Сопот, Калофер, Пловдив.  Наред с това Узунджово е важно посредническо звено при вноса на европейски индустриални стоки в Османската империя. Също така на него се развива и мащабна дейност в областта на търговия с хранителни стоки и на различни съпътстващи подобни големи мероприятия услуги.
В „Цариградски вестник“ от 1849 година се съобщава, че „от вехто време“ в панаира взимат участие търговци от „Мала Азия, Армения, Каръм, Росия, Лехия, Немско“. Жером-Адолф Бланки определя проведения през 1841 година панаир като „сборище на повече от петдесет хиляди души“.
Цели еснафи в различни градове работят през годината, за да продават на панаира. Абаджийският еснаф в Стара Загора, например, който наброява 45 дюкяна, изпраща голямата част от продукцията си на Узунджовския панаир.
През 1870-те години поради подобрените транспортни връзки в Османската империя, включващи изграждането на железопътни линии и засилването на търговията по морските пристанища, икономическото значение на Узунджовския панаир намалява. 
В някои източници се приема, че последният панаир в Узунджово е устроен през 1876 година, но в Княжество България, макар с по-ограничен обхват, той е възстановен. Съгласно заповед от 1902 година панаирът в Узунджово се открива във всеки последен петък на месец септември и продължава три дни. Той е предназначен за търговия на праматарски стоки и едър добитък.

### Налози
Налозите на панаира през 1849 година са гили панаири (летен, годишен панаир), джали панаири (открит панаир), атпазаръ (конски пазар), канара (скотобойна), тамга русуми (гербов налог), дюкяние ве сергилери (данък за дюкян или сергия), русуми кантар (кантарно право), механелер хан уджетлери русуми (налог за кръчма или хан), саита вехалер русуми (налог за овцете, продавани на панаир), тахмизхане русуми (налог върху пекарниците за кафе), кафей хавай веранис ве чалгилар  (налог върху забавни заведения и музиканти), кумар ве саири (налог за комар), капуларен-бач русуми (налог за преминаване през вратите).

## Социална и културна роля
Наред с търговския обмен по време на панаира се осъществяват значими социални и културни контакти. В дописка в цариградския вестник „Век“ от 1874 година се отбелязва:
| „ | В него ся срещат нашите сънародници от всичките почти страни, гдето живеят българе...там ся среща нишкият жител с варненският, русчушкият с македонецът, пловдивчанинът с търновецът, среща ся на нейтралното поле на търговията, гдето не е прието началото на различието по народи и по племена, но гдето съплеменикът и сънародникът по естествена наклонност намерва случай да изучи и отблизо характерът на ония, които говорят язикът му. | “ |

През 1860 година на Узунджовския панаир представители на 32 български града (734 търговци) подписват изложение по българския църковен въпрос. Изложението, един вид – отворено писмо, е отпечатано във вестник „България“, е израз на недоволството на българите от Цариградската патриаршия.
По време на панаира се извършва и значителна търговия на книжарски стоки, включително продажба на книги на български език.

## Други
На Узунджовския панаир е наречена улица „Узунджовска“ в София. Улицата не е променяла името си от първия кадастър на София от 1914 г."